# Petalura litorea
Petalura litorea är en trollsländeart som beskrevs av Günther Theischinger 1999. Petalura litorea ingår i släktet Petalura och familjen Petaluridae. IUCN kategoriserar arten globalt som nära hotad. Inga underarter finns listade i Catalogue of Life.